# 黑身似天竺魚
黑身似天竺魚，俗名黑褐天竺鲷、大目側仔，為輻鰭魚綱鈎頭魚目天竺鯛科的一個種。

## 分布
本魚分布於西太平洋區，包括日本、台灣、菲律賓、馬來西亞、越南、印尼、巴布亞紐幾內亞、澳洲、新喀里多尼亞、帛琉、庫克群島等海域。

## 深度
水深1至15公尺。

## 特徵
本魚體延長而側扁，眼大，口大略下位。魚體略透明呈黑褐色，第二背鰭具一枚鑲白邊的黑色眼斑，側線明顯，尾鰭大略凹入，尾柄部有一小白斑，背鰭硬棘8枚；背鰭軟條9枚；臀鰭硬棘2枚； 臀鰭軟條8枚，體長可達10公分。

## 生態
本魚棲息於水質清澈的岩礁、珊瑚礁區，白天躲藏洞穴中，夜間出來覓食，屬肉食性，以多毛類或其它底棲甲殼類為食。繁殖期時，雄魚具有口孵習性，卵約7日化成仔魚，由雄魚吐出，具短暫的仔魚飄浮期。

## 經濟利用
不具任何經濟價值。